# Anaphes listronoti
Anaphes listronoti is een vliesvleugelig insect uit de familie Mymaridae. De wetenschappelijke naam is voor het eerst geldig gepubliceerd in 1997 door Huber.